# 海比市镇
海比市镇（瑞典語：Heby kommun）是瑞典中东部乌普萨拉省的一个市镇。其治所位于海比。